# Korneliusz (Popow)
Korneliusz, imię świeckie Konstantin Konstantinowicz Popow (ur. 26 lipca?/7 sierpnia 1874 w Nikolskim w guberni wołogodzkiej, zm. 27 października 1966 w Gorkim) – rosyjski biskup prawosławny.

## Życiorys
Pochodził z rodziny urzędniczej. Wykształcenie teologiczne na poziomie średnim uzyskał w seminarium duchownym w Wołogdzie. Po jego ukończeniu został zatrudniony jako psalmista i nauczyciel szkoły parafialnej w Czeriewkowie. W 1896, jako mężczyzna żonaty, przyjął święcenia kapłańskie. Służył w eparchii permskiej, w powiecie permskim, jako misjonarz w środowiskach staroobrzędowych oraz jako nadzorca szkół cerkiewnych. W 1897 zmarła jego żona.
W 1902 rozpoczął wyższe studia teologiczne w Kazańskiej Akademii Duchownej; ukończył je cztery lata później z tytułem kandydata nauk teologicznych. Po ukończeniu nauki został skierowany do eparchii jarosławskiej i rostowskiej na stanowisko naczelnego misjonarza administratury. Sprawował je do 1915. Wcześniej, w 1909, złożył wieczyste śluby mnisze przed arcybiskupem jarosławskim Tichonem, przyjmując imię zakonne Korneliusz. W 1912 otrzymał godność archimandryty i został przełożonym Barnickiego Monasteru Trójcy Świętej i św. Sergiusza w Rostowie.
5 lipca 1915 przyjął chirotonię biskupią i został biskupem rybińskim, wikariuszem eparchii jarosławskiej i rostowskiej. Równocześnie był przełożonym monasteru św. Atanazego w Jarosławiu. W 1921 został przeniesiony do eparchii charkowskiej jako jej wikariusz z tytułem biskupa sumskiego. Już rok później ogłosił przejście do Żywej Cerkwi i wystąpienie ze stanu mniszego. W latach 1922–1923 był biskupem wołogodzkim w strukturach Żywej Cerkwi. Wziął udział w II soborze Żywej Cerkwi, który ogłosił pozbawienie patriarchy Tichona wszystkich godności. Od stycznia do kwietnia 1924 kierował odnowicielską eparchią jarosławską, następnie od kwietnia do września – saratowską, zaś od stycznia 1925 do września roku następnego był metropolitą uralskim w strukturach Żywej Cerkwi. Najdłużej, od 1926 do 1935, sprawował urząd odnowicielskiego metropolity woroneskiego.
W 1935 został aresztowany i skazany na pięć lat łagrów, odbył całość wyroku. W 1942 powrócił na urząd odnowicielskiego metropolity woroneskiego, następnie był ponownie zwierzchnikiem eparchii jarosławskiej i rostowskiej Żywej Cerkwi. 4 grudnia 1943, poprzez złożenie aktu pokutnego na ręce locum tenens Patriarchatu Moskiewskiego, metropolity moskiewskiego Sergiusza, powrócił do kanonicznej Rosyjskiej Cerkwi Prawosławnej, tracąc przy tym godność metropolity uzyskaną w Żywej Cerkwi. Jeszcze w tym samym roku został ordynariuszem eparchii sumskiej i achtyrskiej. W 1945 otrzymał godność arcybiskupią. W tym samym roku został przeniesiony na katedrę wileńską i litewską, na której pozostawał przez trzy lata. W latach 1945–1947 był także locum tenens eparchii ryskiej.
W 1948 przeniesiony na katedrę gorkowską, siedem lat później otrzymał godność metropolity. W 1961 odszedł w stan spoczynku z powodu złego stanu zdrowia. Zmarł w Gorkim pięć lat później i zgodnie ze swoją wolą został pochowany w kaplicy w sąsiedztwie soboru katedralnego.